# Thando Hopa
Thando Hopa (Johannesburgo, 1989) es una modelo sudafricana, la primera mujer con albinismo en aparecer en la portada de Vogue Portugal y la primera sudafricana negra en aparecer en el calendario Pirelli. Hopa también es una activista de la diversidad y la inclusión. Fue considerada una de las 100 mujeres más inspiradoras del mundo por BBC 100 Women, en 2018.

## Biografía
Hija de Seipati y Jongisize Hopa. Sus hermanos son Sisa, Khanyi Nxumalo y Phindile Vilakazi. Su hermano Sisa también es albino. Hopa nació en 1989, en la ciudad de Johannesburgo. Cuando empezó a estudiar sufrió muchos prejuicios.
Estudió en St. Martin's High School en Rosettenville. Durante este período estaba cómoda con su condición genética. Se licenció en Derecho por la Universidad de Witswatersrand y trabajó como fiscal de la Fiscalía Nacional en casos de abuso sexual.
En 2012, el diseñador Gert-Johan Coetzee se acercó a ella en un centro comercial y le propuso trabajar como modelo. Aceptó ya que pensó que podría servir como representación positiva para las personas con albinismo. Trabajó durante cuatro años como promotora y modelo, aunque después abandonó el trabajo como promotora.
En 2019, Adwoa Aboah envió fotografías de Hopa al fotógrafo Tim Walker, que le propuso   ser portada de Vogue como homenaje al continente africano. En 2020, Hopa fue oradora en la Reunión Anual del Foro Económico Mundial en Davos, Suiza y obtuvo una beca en el Laboratorio de Nueva Narrativa del Foro Económico Mundial.

## Trabajos
- 2012 - Desfile en la Semana de la Moda de Sudáfrica.[4]
- 2013 - Forbes Life África.[6]
- 2014 - Embajador de Vichy Capital Soleil. [6]
- 2017 - Portada de agosto de Marie Claire.[3]
- 2017 - Audi Q2 Campaña #Untaggable.[6]
- 2018 - Calendario Pirelli.[5]
- 2019 - Portada de Vogue Portugal.[3]
- 2020 - Alianza Mundial contra el Albinismo de la ONU.[3]